# Sarentino
Sarentino (en allemand, Sarntal) est une commune italienne d'environ 7 180 habitants (2020) située dans la province autonome de Bolzano dans la région du Trentin-Haut-Adige (Tyrol du Sud) dans le nord-est de l'Italie. Sa population est à 98,07% de langue maternelle allemande.

## Géographie
Au sommet de la Valdurna, vallée de Sarentino, à 1 570 m d'altitude, se trouve le lac de Valdurna.

## Monuments et lieux d'intérêt culturels

### Architecture religieuse
- L'église Saint-Valentin du Gentersberg, la plus ancienne de la vallée, qui présente un cycle remarquable de fresques, réalisées au XIIe siècle.
- L'église Saint-Jean de la vallée de Pennes, édifiée en 1530.

### Architecture civile
- Le musée Rohrerhaus,
- Le Castel Regino (en allemand : Burg Reineck) (datant de 1230), de style roman tardif

## Administration
| Période                                  | Période  | Identité     | Étiquette | Qualité |
| ---------------------------------------- | -------- | ------------ | --------- | ------- |
| 2005                                     | En cours | Franz Locher | SVP       | maire   |
| Les données manquantes sont à compléter. |          |              |           |         |

### Hameaux

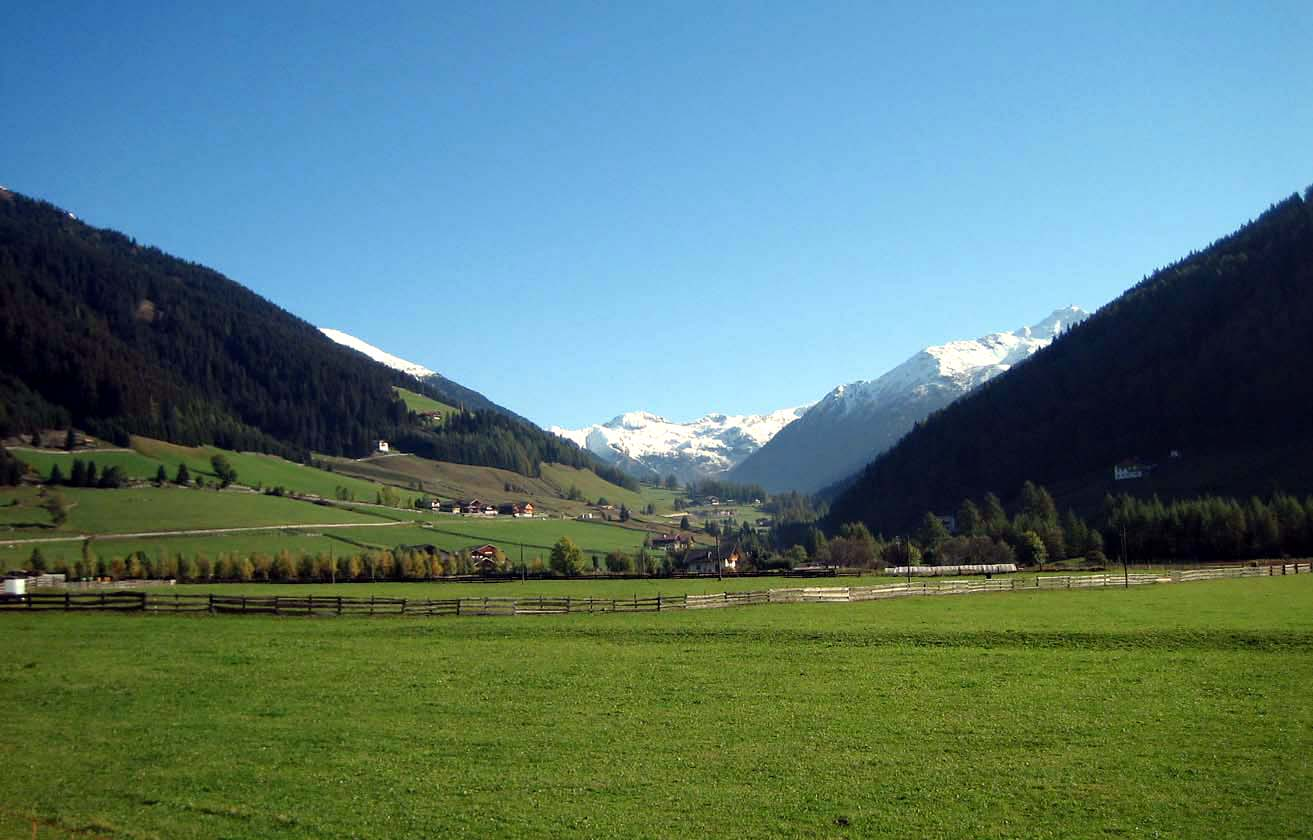
Vue de la vallée.

Acereto (Agratsberg), Boscoriva (Unterreinswald), Campo di Ronco (Gebracksberg), Campolasta (Astfeld), Collerno (Glern), Gentersberg-Kandelsberg, Lana al Vento (Windlahn), Montenovale (Riedelsberg), Montessa (Essenberg), Mules (Muls), Pennes di Dentro (Innerpens), Pennes di Fuori (Außerpens), Pozza (Putzen), Prati (Auen), Riobianco (Weißenbach), Riodeserto (Öttenbach), San Martino (Reinswald), Sarentino (Sarnthein), Selva di Vormes (Vormeswald), Sonvigo (Aberstückl), Spessa (Dick), Stetto (Steet), Trina (Trienbach), Valdurna (Durnholz), Vangabassa (Niederwangen), Villa (Nordheim).

### Communes limitrophes
Les communes limitrophes sont  Avelengo, Campo di Trens, Chiusa, Fortezza, Meltina, Racines, Renon, San Genesio Atesino, San Leonardo in Passiria, Scena, Varna, Verano et Villandro.

## Personnalités
- Gustav Hofer (né en 1976), présentateur de télévision et réalisateur
- Herkulan Oberrauch, nom en religion d'Anton Nicolaus Oberrauch (1728-1808), théologien catholique, est né à Sarentino.